# Adriano Cecioni
Adriano Cecioni (Vaglia, 26 de julio de 1836-Florencia, 23 de mayo de 1886) fue un escultor, caricaturista y pintor italiano integrante del grupo de los macchiaioli.
Después de sus estudios en la Academia de Bellas Artes de Florencia en el 1859 participó en la segunda guerra de independencia. Volviendo a Florencia se acercó al movimiento artístico de los macchiaioli, siendo considerado cerebro teórico del grupo.
En 1863 se trasfiere a Portici, donde permanece hasta 1867, dando vida a la denominada Escuela de Resina), conjuntamente con Giuseppe De Nittis, Marco De Gregorio y Federico Rossano. El objetivo del grupo fue el de integrar las instancias macchiaiole con el naturalismo de la escuela de Nápoles.

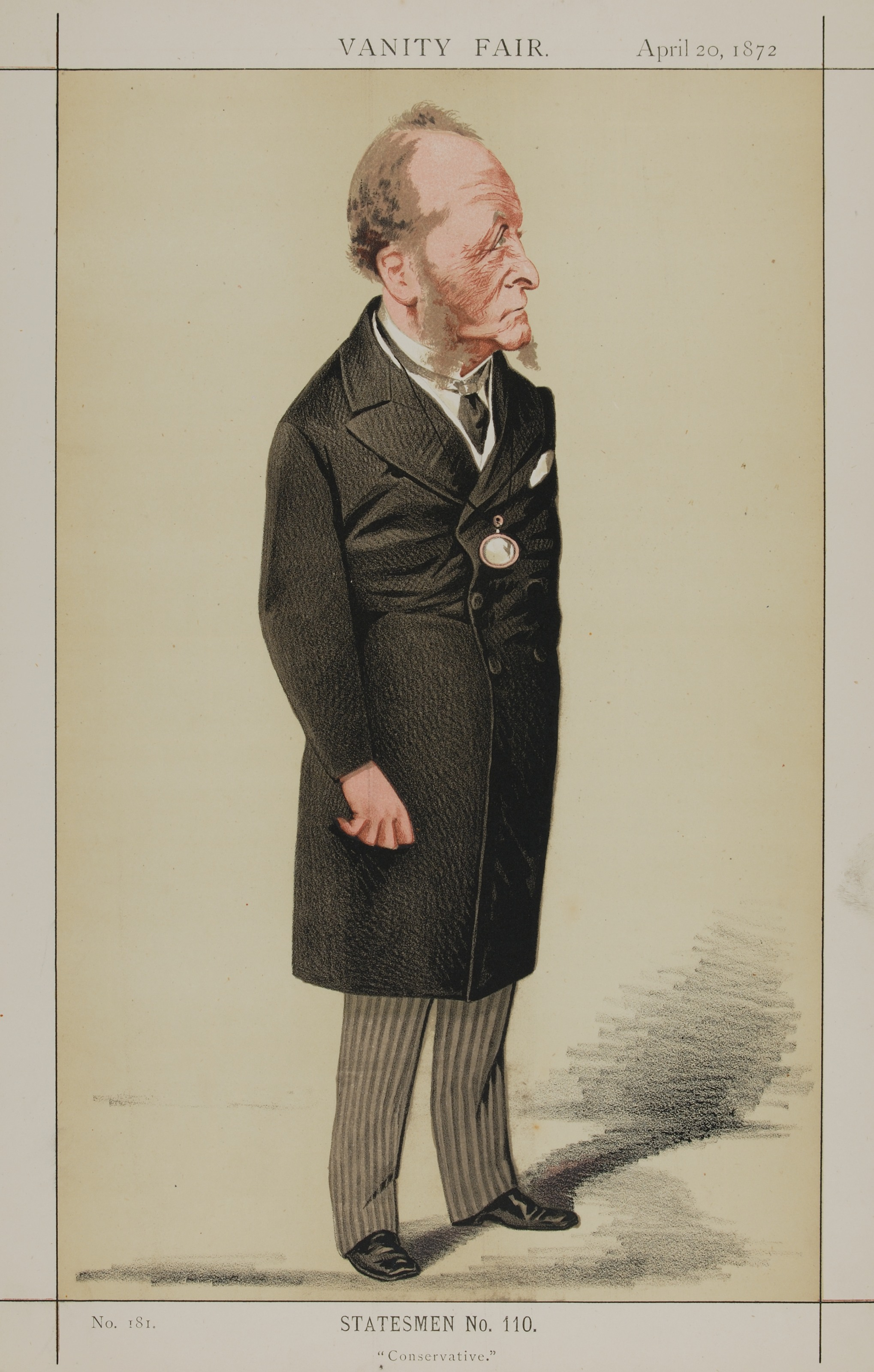
Caricatura de Lord Cranbrook.

Después de su vuelta a Florencia, en 1870 viajó a Francia y en 1872 fue a Londres, donde trabajó como caricaturista para el periódico Vanity Fair.

## Museos
Las obras del artista están expuestas, entre otros, en los siguientes museos:
- Casa Carducci, Bolonia
- Galleria d'Arte Moderna del Palazzo Pitti, en Florencia.
- Galleria Nazionale d'Arte Moderna, Roma
- Museo Michelangiolesco, Caprese Michelangelo (AR)
- Museo Statale d'Arte Medievale e Moderna, Arezzo

## Obras
- L'enfant au coq estatuilla en bronce de 59,5 cm, sobre base de mármol; y versión en mármol de 81,0 cm.
- Retrato de la mujer del artista
- El juego interrumpido
- Interior con una figura
- La tía Erminia de la colección Salmi en el Museo Statale d'Arte Medievale e Moderna en Arezzo
- Vista de Nápoles desde una terraza con dos enamorados, óleo sobre tela, 50 x 79 cm, no firmado pero atribuido al artista por el Instituto Macchiaioli de Roma (profesor Dario Durbe).
- Caffè Michelangelo, óleo sobre tela (1861)